# Clásico TV
Clásico TV era um canal de televisão a cabo pertencente à Televisa Networks que transmitia séries cômicas que foram um grande sucesso na época e que foram transmitidas pela rede Televisa, o canal iniciou suas transmissões em 7 de maio de 2007, transmitindo apenas séries de Anos 60, 70 e 80. No início de 2011, o canal começou a transmitir séries dos anos 90 e 2000.
Em 1º de outubro de 2012, a Clássico TV foi renomeada como Distrito Comedia, transmitindo apenas programas de comédia dos anos 90 até o presente.

## Programação
- Chespirito (1971-1973/1980-1995)
- El Chavo del 8 (1973-1980)
- El Chapulín Colorado (1973-1979)
- La Chicharra (1979)
- Los Supergenios de la Mesa Cuadrada (1970-1971)
- Aquí está la Chilindrina (1994)
- El Show de los Polivoces (1971-1976)
- Las Aventuras de Capulina (1971-1979/1988-1989)
- El Gran Circo de Capulina (1975-1979)
- Vecinos (serie de televisión) (2005-2008)
- Qué Madre Tan Padre (2006)
- La Carabina de Ambrosio (1978-1987)
- Cepillín (1977-1979)
- Chiquilladas (1982-1993)
- Mis huéspedes (1980-1982)
- Los Beverly de Peralvillo (1968-1972)
- La casa de la risa (2003-2005)
- Chucherías (programa de televisión) (1962-1967/1973)
- El Show de Alejandro Suárez (1972)
- Las Chambas de Paquita (1984)
- Maria de todos los Ángeles (2009)
- Ensalada de Locos (1970-1973)
- El Show del Loco Váldes (1970-1975)
- El Mundo de Luis de Alba (1978-1982)
- El Rabo Verde (1970)
- Mujeres, Mujeres y algo Más (1974)
- El Comanche (1973)
- ¡Anabel! (1988-1996)
- Bartolo (1968-1974/1977-1978)
- El Show de Silvia y Enrique (1968-1973)
- La Escuelita VIP (2004)
- Nosotros los Gómez (1987-1989)
- ¡¡Cachún Cachún Ra-Ra!! (1981-1987)
- Enrique Polivoz (1976-1980)
- Dr. Cándido Pérez (1987-1993)
- Papá soltero (1987-1994)
- Las Solteras del 2 (1987-1988)
- La Telaraña (1989-1993)
- Hospital de la Risa (1986-1988)
- Diseñador Ambos Sexos (2001)
- Al derecho y al derbez (1993-1995)
- ¡Ay María qué puntería! (1997-1998)
- Mi Generación (1997)
- Hospital El Paisa (2004)
- Festival del Humor (1997-2007)
- Con Ganas (1998)
- ¿Qué nos Pasa? (1998-2000)
- La Güereja y Algo Más (1998-1999)
- Derbez en cuando (1998-1999)
- Va de Nuez en Cuando (1999-2000)
- XHDRBZ (2002-2004)
- Cero en Conducta (1999-2003)
- Humor es... Los Comediantes (1999-2001)
- Al Ritmo de la Risa (1998-1999)
- Furcio (2000-2002)
- La Hora Pico (2000-2007)
- La Parodia (2002-2007)
- La Familia P.Luche (2002-2012)
- El Privilegio de mandar (2005-2006)
- América Celebra a Chespirito (2012)